# Montipora floweri
Montipora floweri là một loài san hô trong họ Acroporidae. Loài này được Wells mô tả khoa học năm 1954.